# Hôtel de ville d'Ivry-sur-Seine
Pour la station de métro, voir Mairie d'Ivry (métro de Paris).
L'hôtel de ville d'Ivry-sur-Seine est un édifice administratif de la fin du XIXe siècle situé à Ivry-sur-Seine, en France. Il est recensé à l'Inventaire général du patrimoine culturel.

## Situation et accès
L'édifice est situé sur l'esplanade Georges-Marrane, dans le centre d'Ivry-sur-Seine. Plus largement, il se trouve dans le département du Val-de-Marne, en région Île-de-France.

## Histoire

### Concours
Un concours pour l'édification d'un hôtel de ville est organisé et reçoit 61 projets. Onze d'entre eux sont retenus dès la première séance du jury.
| Prix | Devise         | Candidat         | Ville du candidat           | Prime   |
| ---- | -------------- | ---------------- | --------------------------- | ------- |
| 1er  | Éléphant blanc | Adrien Chancel   | Paris                       | 1 000 F |
| 2e   | S sur I croisé | Henri Schmidt    | Saintes (Charente-Maritime) | 600 F   |
| 3e   | Ivry           | Ernest Vuillemin | Épinal (Vosges)             | 400 F   |

Les huit autres projets retenus sont « mentionnés » : leur devise est « I⁄V », « G⁄OC », un niveau triangulaire rouge de maçon, « I » rouge, « ELF » autour d'un triangle inscrit en cercle, « Pax », « Σοφια » (Sofia) et « Fraternité ».

### Première pierre
La cérémonie de pose de la première pierre a lieu le 3 février 1895, dans le parc d'Ivry. Elle est présidée par Bruman, secrétaire général de la préfecture de la Seine avec l'assistance
- de Jules Coutant-d'Ivry, député ;
- d'Athanase Bassinet, président du conseil général de la Seine ;
- de Gustave Barrier, conseiller général ;
- Leroux, directeur des Affaires départementales ;
- Maurice Leroux, sous-chef du secrétariat particulier du préfet de police, représentant le préfet de police malade ;
- Rondu, conseiller d'arrondissement ;
- d'Émile Bruyer, maire d'Ivry-sur-Seine ;
- plusieurs maires de communes voisines ;
- des membres du conseil municipal ;
- d'Adrien Chancel, architecte de l'édifice.

Plusieurs discours sont prononcés à cette occasion, puis la cérémonie est conclue par la remise d'un nouveau drapeau à la compagnie des sapeurs-pompiers, de la distribution de diverses récompenses et notamment un certain nombre de médailles de travailleurs. 

## Inaugurations
Une première cérémonie d'inauguration a lieu le 19 avril 1896, à 15 h,,. L'édifice n'étant pas encore achevé, les peintures sont terminées et le mobilier installé au cours de l'année. Une nouvelle cérémonie d'inauguration a ainsi lieu le 4 octobre, avec la participation de la nouvelle municipalité socialiste.

## Statut patrimonial et juridique
Le bâtiment fait l'objet d'un recensement dans l'Inventaire général du patrimoine culturel, en tant que propriété publique. L'enquête ou le dernier récolement est effectué en 1993.